# Valea Mare de Criș, Bihor
Valea Mare de Criș (maghiară Felsőpatak) este un sat în comuna Borod din județul Bihor, Crișana, România.

## Economie
Este o localitate bine dezvoltată, cu un mare număr de societăți comerciale și cu potențial agricol.

 Acest articol despre o localitate din județul Bihor este deocamdată un ciot. Puteți ajuta Wikipedia prin completarea lui.